# Archivi nazionali della Scozia
Gli Archivi nazionali della Scozia (in inglese: National Archives of Scotland) sono l'archivio centrale dello stato della Scozia ed hanno sede a Edimburgo.

## Storia
Il primo riferimento a un funzionario con la responsabilità di conservare i documenti risale al 1268, quando William of Dumfries risulta essere clerk of the rolls della cancelleria o chapel reale. Questa carica si trasformò più tardi in quella di Lord Clerk Register.
Le guerre con l'Inghilterra portarono a spostamenti degli archivi, che ebbero come conseguenza la perdita di molti documenti. Innanzitutto, quando Edoardo I d'Inghilterra invase la Scozia, portò gli archivi a Londra. Benché il Trattato di Edimburgo-Northampton del 1329 imponesse la restituzione dell'archivio, esso rimase a Londra fino al 1948, e quando fu restituito, ne rimanevano solo circa duecento documenti.
Nel frattempo i documenti si accumulavano e a metà Cinquecento fu costruita un'apposita register house nel Castello di Edimburgo per ospitarli.
Gli archivi furono trasferiti una seconda volta quando l'esercito di Oliver Cromwell conquistò Edimburgo nel 1650: gli Scozzesi furono autorizzati a portarsi via gli archivi, che furono collocati nel Castello di Stirling. Quando, nel 1651, anch'esso cadde nelle mani degli Inglesi, la maggior parte dei documenti fu mandata a Londra. Nel 1657 gli archivi giudiziari furono restituiti, mentre fu solo con la Restaurazione degli Stuart, nel 1660, che gli altri documenti ritornarono in Scozia. Una delle due navi che portavano i documenti, però, affondò durante una tempesta al largo del Northumberland con tutto il suo carico di carte e pergamene.
I documenti che erano sopravvissuti a questi spostamenti furono ospitati di nuovo nel Castello di Edimburgo. Tuttavia, nel 1662 gli archivi giudiziari furono spostati nella Laigh Parliament House sul Royal Mile di Edimburgo, dove gli atti parlamentari vennero trasferiti nel 1689.
Nel 1999 lo Scottish Record Office mutò il suo nome in quello attuale. Ha lo statuto sia di  associated department sia di Executive Agency del Governo scozzese al cui vertice sta il Keeper of the Records of Scotland.
Nel 2011 l'Archivio fu riunito con il General Register Office for Scotland, ovvero l'anagrafe e stato civile della Scozia, per costituire insieme il National Records of Scotland.

## Sedi

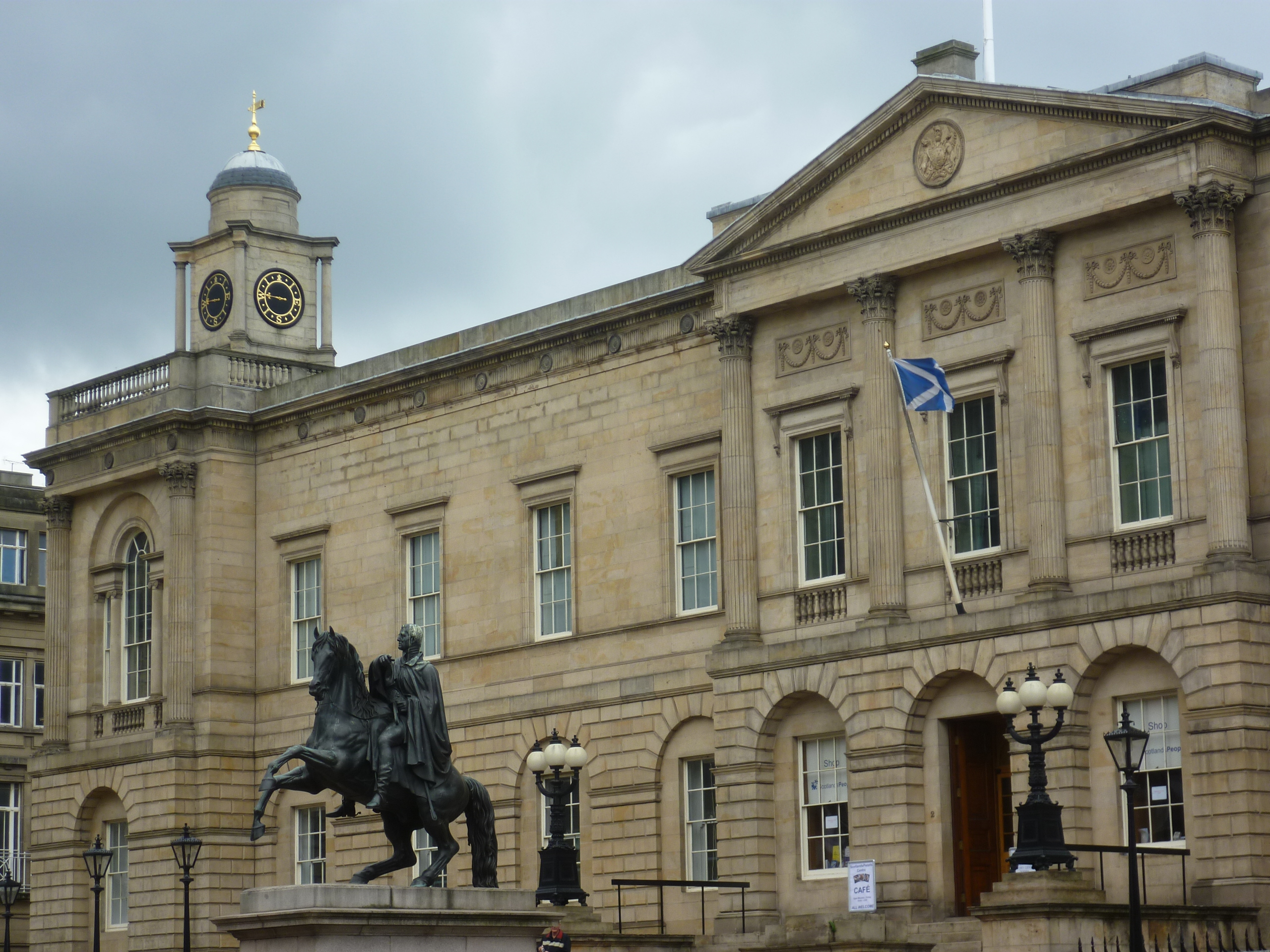
General Register House

I National Archives of Scotland si articolano su tre edifici di Edimburgo.
L'Act of Union del 1707 prevedeva che gli archivi di Stato dovessero rimanere in Scozia e perciò si pensò di costruire un apposito edificio per ospitarli, la General Register House, progettata da Robert Adam e completata nel 1788. Si tratta di uno dei più vecchi edifici costruiti per ospitare archivi tra quelli tuttora in funzione nel mondo.
In seguito all'aumento del volume di documenti, nel 1971 fu aperta una seconda sede, con il nome di West Register House. Si trattava, in realtà, di una chiesa sconsacrata, la St George's Church in Charlotte Square, progettata anch'essa da Robert Adam, ma costruita dopo la sua morte, nel 1814.
Infine, negli anni novanta divenne necessario costruire un terzo edificio e così, nel 1994, fu inaugurata la Thomas Thomson House, nel quartiere di Sighthill, che funge da deposito principale.

## Patrimonio
I documenti conservati nei National Archives of Scotland possono essere raggruppati per soggetto che li ha prodotti.
- Governo: archivio della Corona, del parlamento e del governo scozzese prima dell'Act of Union del 1707; archivio dello Scottish Office e dello Scottish Government dopo il 1886.
- Giustizia: registri dei debiti e dei possessi (sasines); registri in materia ereditaria; archivi della Corte di sessione e dell'Alta corte di giustizia, delle sheriff courts e dei tribunali minori.
- Amministrazioni locali: archivi di alcune contee, borghi (burghs), giudici di pace ed altri organi locali.
- Chiese: archivi della Chiesa di Scozia, della Free Church of Scotland, e di varie confessioni non conformiste; archivi della Chiesa episcopale scozzese; copia dei battesimi, matrimoni e funerali relativi a Cattolici, precedenti il 1855.
- Imprese nazionalizzate: archivi delle ferrovie, canali, miniere di carbone, compagnie del gas ed elettriche, acciaierie e cantieri navali nazionalizzati.
- Privati: archivi di famiglie, imprese ed altre istituzioni private.
- Carte geografiche e piante architettoniche

Uno dei documenti più noti fra quelli custoditi nei National Archives è la Dichiarazione di Arbroath. Il più antico documento conservato è il Quitclaim of Canterbury, risalente al 1189; il più antico documento privato è una concessione di Davide I alla chiesa di San Cutberto di Edimburgo, del 1127. Il più antico bilancio dello stato (exchequer roll) conservato risale al 1326; gli archivi del Gran Sigillo di Scozia sono pervenuti solo dal 1315; i verbali completi del Parlamento di Scozia ci sono arrivati solo dal 1466.